# 日本現報善惡靈異記

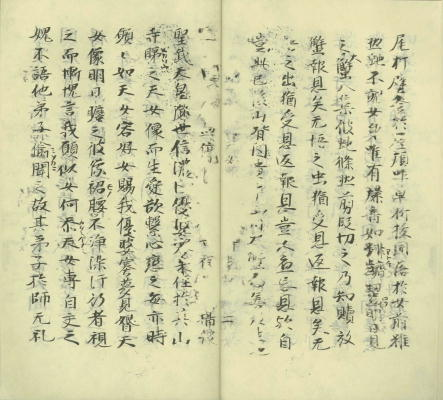
《日本灵异记》第2卷、第3卷，保存在奈良興福寺。第2、3卷均为纸质墨迹，存放于京都来迎院内。

《日本現報善惡靈異記》（日语：日本現報善悪霊異記，平假名：にほんげんほうぜんあくりょういき）或稱《日本國現報善惡靈異記》（日语：日本国現報善悪霊異記，平假名：にほんこくげんほうぜんあくりょういき），藥師寺僧景戒所著，成書於日本平安時代初期，亦為日本最早的民間故事集，通常略稱成《日本靈異記》。全書凡上、中、下三卷，以漢文記述而成。

## 內容概要

### 背景
《日本現報善惡靈異記》寫成的時間並不詳，但就序及本文的記述來看，一般認為成書於弘仁13年（822年）。著作者為奈良右京藥師寺之僧景戒，出身紀伊國名草郡。根據此書下卷第卅八記載，景戒原來與妻子過著俗世生活，由於嚮往「私度僧」 曾經半僧半俗，後來才至藥師寺出家為僧。

### 故事概述
本書上卷35篇、中卷42篇、下卷39篇，合計共收錄了116篇。故事發生背景多半為奈良時代，最早的故事發生於雄略天皇時期。發生的地點東至上總國、西迄肥後國，範圍非常廣闊；其中以畿內與周邊諸國最多，尤其是紀伊國。至於人物角色則庶民衙役、貴族顯要、高僧名侶，甚至路邊乞食的乞食僧也有。雖然故事本身並非記述事實，而是教化人心，但撇開主題不談，仍然可以此書的人物設定與時代背景窺知當時的風俗世相。譬如向浮浪人搜索課稅之官員（下卷第十四）、在市場銷贓的盜賊（上卷第卅四、第卅五、下卷第廿七）、農夫為了引水入田起糾紛（上卷第三）、士兵長期戍守邊疆之辛勞（中卷第三）、國司命人盜採官營礦山（下卷第十三）、將秤與桝分開使用的欺騙（下卷第廿、第廿六）等橋段，甚至也有描寫母親過度溺愛兒子，臨終時仍為其口交，後來投胎轉世成鄰家女，嫁給兒子的情節（中卷第四十一）。

### 主題及思想
本書圍繞著因果循環、善惡有報而撰寫，強調「善有善報，惡有惡報」。有可能是現世報，或者在來世承受後果，或者死後下地獄接受責罰。景戒一直在書中推崇佛像及僧侶是尊貴的，所謂的善行有：抄寫佛經、放生、信仰虔誠等；壞事則為：殺人、盜竊或是殺生等行為，故狩獵及捕魚業皆被認為是不好的行業。而此書認為世上最大的惡行，就是對僧人的危害和侮辱。
《日本現報善惡靈異記》的故事以奇蹟、怪異見聞居多，投胎轉世的題材亦不少。在這本書中，動物常被描寫成跟人類一樣具有獨立的思想與情感，至於人類也有可能因為作惡多端而在來生淪為牛、馬等動物。

## 抄寫本
關於現存的《日本靈異記》古抄本計有：
1. 興福寺本：成書於平安時代中葉，僅剩上卷，被列為日本國寶。
2. 來迎院本：剩中、下卷，被列為重要文化財。
3. 真福寺本：剩中、下卷，被列為國寶。
4. 前田家本：餘下卷，被列為重要文化財。
5. 金剛三味院高野山本：上、中、下三卷俱全。

一般日本市面上的刊行本多以興福寺本及真福寺本為底本做校注。

## 刊行本
- 岩波書店：
  - 〈日本古典文學大系70〉《日本靈異記》，遠藤嘉基、春日和男校注，1977年。
  - 〈新日本古典文學大系30〉《日本靈異記》，出雲路修校注，1996年12月，共325頁，ISBN 4002400303。
- 筑摩書房：〈ちくま学芸文庫全3巻〉《日本靈異記》，多田一臣校注翻譯。
  - 1997年11月，共246頁，ISBN 448008391X。
  - 1997年12月，共318頁，ISBN 4480083928。
  - 1998年1月，共346頁，ISBN 4480083936。
- 平凡社：
  - 〈東洋文庫97〉《日本靈異記》，原田敏明、高橋貢口語翻譯，1967年初版，共253頁，ISBN 4582800971。
  - 〈ワイド版東洋文庫〉《日本靈異記》，2004年。
  - 〈ライブラリー319〉《日本靈異記》，2000年1月，共333頁，ISBN 4582763197。
- 新潮社：〈新潮日本古典集成〉《日本靈異記》，小泉道校注，1984年。
- 小學館：〈新編日本古典文學全集10〉《日本靈異記》，中田祝夫校注翻譯，1995年9月。
- 講談社：〈講談社学術文庫全3巻〉《日本靈異記》，中田祝夫口語翻譯。
  - 1978年12月，共209頁，ISBN 4061583352。
  - 1979年4月，共279頁，ISBN 4061583360。
  - 1980年4月，共320頁，ISBN 4061583379。

## 內部連結
- 景戒
- 日本文學
- 妖怪著作列表
- 長屋王

## 外部連結
- 日本靈異記 （页面存档备份，存于）